# Образование на Украине
Образование на Украине — в соответствии с законом Украины «Об образовании», основывается на принципах гуманизма, демократии, национального сознания, взаимоуважения между нациями и народами.

## Общие сведения
Украинская система образования состоит из учебных заведений, научных, научно-методических и методических учреждений, научно-производственных предприятий, государственных и местных органов управления образованием и самоуправления в области образования.
По мнению аналитиков американского Центра стратегических и международных исследований, Украина унаследовала талантливое и высокообразованное население от Украинской ССР, однако хроническое недофинансирование системы образования угрожает подорвать это положительное качество. В обзорном отчёте для американо-европейского партнёрства проведена оценка 16 лет украинской независимости с данными за 2008 год. Как пишут составители данного документа, украинская система образования является нереформируемой и неэффективной. А взяточничество при поступлении студентов в высшие учебные заведения и при прохождении ими экзаменов ухудшает и без того не блестящую ситуацию.

### Международная оценка
В рейтинг лучших в мире вузов QS World University Rankings 2014/2015 входит 6 украинских вузов.
Самые высокие позиции у Киевского национального университета (421—430 место) и
Харьковского национального университета (481—490 место).

### После полномасштабного вторжения России (2022)
По данным на 27 мая 2022 года, с начала полномасштабной войны РФ против Украины повреждены, разрушены или захвачены 1123 учебных заведения.
13 июня 2022 года министр образования Украины Сергей Шкарлет сообщил, что в Украине бомбежками и обстрелами повреждены 43 высших учебных заведения, 5 из них разрушены полностью.
По данным Офиса Генпрокурора Украины на 30 июля 2022 года, обстрелами и бомбардировками вооруженными силами России повреждено 2199 учебных заведений, из них 225 разрушены полностью.

## Дошкольное образование
Система дошкольного образования включает сеть дошкольных учебных заведений, научные и методические учреждения, органы управления образованием, семью.
Дошкольные учебные заведения:
- дошкольные образовательные учреждения (ясли);
- дошкольные образовательные учреждения (ясли-сады);
- дошкольные образовательные учреждения (детские сады);
- дошкольные образовательные учреждения (ясли-сады) компенсирующего типа;
- дома ребёнка;
- дошкольные образовательные учреждения (детские дома) интернатного типа;
- дошкольные образовательные учреждения (ясли-сады) семейного типа;
- дошкольные образовательные учреждения (ясли-сады) комбинированного типа;
- дошкольные учебные заведения (центры развития ребёнка).

## Общее среднее образование

### Государственная политика
В направлении формирования сети общеобразовательных учреждений государство гарантирует конституционное право для каждого гражданина на доступность и бесплатность получения полного общего среднего образования.
Реформа образования в 2020/2021 гг.

### Структура
Сеть общеобразовательных учебных заведений формируется с учётом демографической, этнической и социально-экономической ситуации по образовательным уровням. В соответствии с образовательным уровнем функционируют общеобразовательные учебные заведения I степени (начальная школа); II степени (гимназия); III степени (лицей). Общеобразовательные учебные заведения всех трёх степеней могут функционировать интегрированно или самостоятельно.
Обучение в средней общеобразовательной школе начинается с шести- или семилетнего возраста.
Общее среднее образование является обязательными и получается в различных типах учебных заведений, преимущественно — в средних общеобразовательной школе*. Имеет три степени: 

І — начальная школа (1-4 классы), – начальная школа

ІІ — основная школа (5-9 классы), – гимназия

ІІІ — старшая школа (10-12 классы) – лицей

## Внешкольное образование
Внешкольное образование является составляющей системы непрерывного образования, определённой Конституцией Украины, законами Украины «Об образовании», «О внешкольном образовании», и направлено на развитие способностей и дарований воспитанников, учащихся и слушателей, удовлетворения их интересов, духовных запросов и потребностей в профессиональном определении.
На Украине действуют 1496 внешкольных учебных заведений системы Министерства образования и науки, молодёжи и спорта Украины государственной и коммунальной форм собственности.
Типы внешкольных учебных заведений:
1. Детско-юношеские спортивные школы (ДЮСШ).
2. Клубы: военно-патриотического воспитания, детско-юношеские (моряков, речников, авиаторов, космонавтов, парашютистов, десантников, пограничников, радистов, пожарных, автолюбителей, краеведов, туристов, этнографов, фольклористов, физической подготовки и других направлений).
3. Малая академия искусств (народных ремёсел).
4. Малая академия наук учащейся молодёжи.
5. Детско-юношеские лагеря.
6. Центр, дворец, дом, клуб художественного творчества детей, юношества и молодёжи, художественно-эстетического творчества учащейся молодёжи, детского и юношеского творчества, эстетического воспитания.
7. Центр, дом, клуб эколого-натуралистического творчества учащейся молодёжи, станция юных натуралистов.
8. Центр, дом, клуб научно-технического творчества учащейся молодёжи, станция юных техников.
9. Центр, дом, клуб, бюро туризма, краеведения, спорта и экскурсий учащейся молодёжи, туристско-краеведческой творчества учащейся молодёжи, станция юных туристов.
10. Центры: военно-патриотического и других направлений внешкольного образования.
11. Детская флотилия моряков и речников.

## Профессионально-техническое образование
Профессионально-техническое образование осуществляется на базе полного общего среднего образования или базового общего среднего образования с предоставлением возможности получать полное среднее образование.
В системе профессионально-технических учебных заведений осуществляется трёхуровневое профессиональное образование. Каждая степень обучения определяется теоретической и практической завершённостью и закрепляется присвоением выпускникам соответствующей квалификации. Выпускники низшей степени по собственному желанию могут продолжить обучение на высшей.
К профессионально-техническим учебным заведениям относятся:
- профессионально-техническое училище соответствующего профиля;
- профессиональное училище социальной реабилитации;
- высшее профессиональное училище;
- профессиональный лицей;
- профессиональный лицей соответствующего профиля;
- профессионально-художественное училище;
- художественное профессионально-техническое училище;
- высшее художественное профессионально-техническое училище;
- училище-агрофирма;
- высшее училище-агрофирма;
- училище-завод;
- центр профессионально-технического образования;
- центр профессионального образования;
- учебно-производственный центр;
- центр подготовки и переподготовки рабочих кадров;
- учебно-курсовой комбинат;
- учебный центр;
- другие типы учебных заведений, предоставляющих профессионально-техническое образование или осуществляющих профессионально-техническое обучение.

Подготовка рабочих в 930 государственных ПТУЗ в 2007—2008 учебном году осуществляется по 530 рабочим профессиям.
Существует также сеть профессионально-технических учебных заведений частной формы собственности, которые также находятся в сфере профессионально-технического образования и насчитывают 798 учебных заведений с контингентом 100 тыс. человек, которые получают профессиональную подготовку по 179 рабочим профессиям.
Средний показатель трудоустройства выпускников государственных ПТУЗ по полученной профессии по Украине в 2006—2007 учебном году составляет 86 %.

## Высшее образование
Высшее образование — уровень образования, который приобретается лицом в высшем учебном заведении в результате последовательного, системного и целенаправленного процесса усвоения содержания обучения, который основывается на полном общем среднем образовании и завершается получением определённой квалификации по итогам государственной аттестации.
Высшее образование осуществляется на базе полного общего среднего образования. В высшие учебные заведения, осуществляющие подготовку младших специалистов, могут приниматься лица, имеющие базовое общее среднее образование.

### Болонский процесс
В мае 2005 года Украина присоединилась к Болонскому процессу на Конференции министров европейских стран в Бергене. Как участница Болонского процесса Украина должна решить ряд первостепенных ключевых задач, предусматривающих введение к 2010 году стандартов, рекомендаций и основных инструментов Европейского пространства высшего образования: национальной рамки квалификаций, инновационной Европейской кредитно-трансферной системы, приложения к диплому европейского образца.
4 марта 2008 года в Брюсселе (Бельгия) Украина стала полноправным правительственным членом Европейского реестра обеспечения качества (EQAR). Правительственными членами данного реестра стали 18 стран-участниц Болонского процесса.

### Структура
Высшими учебными заведениями являются: техникум (училище), колледж, институт, консерватория, академия, университет и другие.
Для высших учебных заведений установлено четыре уровня аккредитации:
1. Первый уровень — техникум, училище, другие приравненные к ним высшие учебные заведения;
2. Второй уровень — колледж, другие приравненные к нему высшие учебные заведения;
3. Третий и четвёртый уровни (в зависимости от последствий аккредитации) — консерватория, академия, институт, университет.

Образовательные уровни:
- начальный уровень (короткий цикл) высшего образования;
- первый (бакалаврский) уровень;
- второй (магистерский) уровень;
- третий (образовательно-научный / образовательно-творческий) уровень;

Образовательно-квалификационные уровни:
- младший бакалавр;
- бакалавр;
- магистр.

## Последипломное образование
Последипломное образование — специализированное усовершенствование образования и профессиональной подготовки лица путём углубления, расширения и обновления его профессиональных знаний, умений и навыков или получения
иной профессии, специальности на основе полученного ранее образовательно-квалификационного уровня и практического опыта.
Последипломное образование создаёт условия для непрерывности и преемственности образования и включает:
- переподготовку — получение другой специальности на основе полученного ранее образовательно-квалификационного уровня и практического опыта;
- специализацию — приобретение лицом способностей выполнять отдельные задачи и обязанности, которые имеют особенности, в пределах специальности;
- расширение профиля (повышение квалификации) — приобретение лицом способностей выполнять дополнительные задачи и обязанности в пределах специальности;
- стажировка — приобретение лицом опыта выполнения задач и обязанностей определённой специальности.

## Самообразование
Для самообразования граждан государственными органами, предприятиями, учреждениями, организациями, объединениями граждан, гражданами создаются открытые и народные университеты, лектории, библиотеки, центры, клубы, теле-, радиоучебные программы и т. д.

## Оценка знаний
Украинские вузы используют традиционную 12-балльную шкалу
Начиная с 2006 года (и даже раньше в некоторых вузах) качество знаний студентов также оценивают по шкале от 0 до 100. Эти оценки могут быть преобразованы в 4-балльную шкалу следующим образом (эта система может немного отличаться в разных вузах):
- от 90 до 100 — «отлично»
- от 75 до 89 — «хорошо»
- от 55 до 74 — «удовлетворительно»
- от 0 до 54 — «неудовлетворительно»

В вузах используются обе эти шкалы оценок.
В средней школе также использовалась 5-балльная шкала до 2000 года. С 2000 года в среднем образовании используют 12-балльную шкалу.
- «12» = «5+»
- «11» = «5»
- «10» = «5-»
- «9» = «4+»
- «8» = «4»
- «7» = «4-»
- «6» = «3+»
- «5» = «3»
- «4» = «3-»
- «3» = «2+»
- «2» = «2»
- «1» = «2-»

## Языки обучения
| - Доля учащихся в школах с украинским языком обучения в 1991/92 учебном году. - Отношение доли учащихся в школах с украинским языком обучения в 1991/92 учебном году к доле населения, назвавшего родным украинский язык во время переписи 1989 года. |

В 1995/96 учебном году доля учащихся в школах с украинским языком обучения (58 %) всё ещё была ниже доли населения, указавшего украинский язык родным во время переписи 1989 года (64,7 %).
В 2017 году на Украине действовало более 15 тыс. школ. Подавляющее большинство — с украинским языком обучения, из них 735 школ были с обучением на языках национальных меньшинств:
- русский — 581 школа;
- румынский — 78 школ;
- венгерский — 71 школа
- польский — 5 школ.

В этих 735 школах по состоянию на 2017 год обучались около 400 тыс. детей. По официальным данным украинских властей уровень владения украинским языком у выпускников этих школ невысок: в 2016 году более 60 % школьников из числа венгерского и румынского национальных меньшинств не смогли сдать экзамен по украинскому языку.
В сентябре 2017 года Президент Украины Петр Порошенко подписал закон, предусматривающий следующие изменения в сфере обучения на языках национальных меньшинств в школах:
- прекращение преподавания в школах на языках национальных меньшинств начиная с 5-го класса[15][16];
- с 2018 года прекращение издания учебников на русском языке;
- разрешено создавать отдельные классы с преподаванием на языках «коренных народов Украины» — крымчаков, крымских татар и караимов;
- разрешено преподавать один или несколько предметов в школах на языках Евросоюза.

По состоянию на 2024 год, количество учреждений общего среднего образования (ЗЗСО) сократилось на 2,3% по сравнению с данными за 2022/2023 год. В 12 352 школах обучался 3 867 801 учащийся (с учетом детей, которые за границей, но продолжают учиться дистанционно). Количество ЗЗСО, в которых обучение проходит исключительно на украинском языке, в 2023 году составило 12 155 – 98,4%. Кроме того, на украинском обучается 3 834 708 учащихся – 99,1%. 447 школьников (0,01%) продолжают учиться на русском языке на уровне с государственным. В 2022/2023 учебном году таких было 1362. В 2022 году количество учащихся, изучавших русский язык в школах, уменьшилось в более чем в 100 раз: с 454,8 тысяч в сентябре 2021 года до около 4 тысяч по состоянию на 1 сентября 2022 года. В 2023/2024 году количество школьников, изучающих русский язык как отдельный предмет, сократилось еще в 5 раз – до 768. Русский язык продолжают преподавать в 3 школах Украины.